# Antoni Florit i Coll
Antoni Florit i Coll (Ferreries, 9 de novembre del 1913 - Ferreries, 9 de novembre del 2001) fou músic, compositor, director de banda, poeta i mestre.
Antoni Florit va passar gran part de la seva vida entre Ferreries (Menorca) i Ordino (Andorra). De petit estudià a Ciutadella, a més de desenvolupar una gran afecció per la música, començant així a tocar algun instrument. Dins la seva família tenia un bon mestre, el seu oncle Joan Florit qui dirigí la banda de Ferreries. L'any 1934 el mateix Joan Florit, per problemes de salut, va deixar la banda a mans del seu nebot Antoni Florit, que llavors era estudiant i que amb 20 anys dirigí per primer cop la banda en les Festes de Sant Bartomeu.
Anys més tard, va marxar a estudiar magisteri a València, una de les ciutats que té més forta tradició de bandes de tot l'Estat espanyol, on va començar anant a un col·legi de salesians. A l'esclatar la Guerra Civil va tornar a Menorca entrant a formar part del Comissariat de Cultura. Una volta acabada la guerra va tornar a València, aquest cop per desenvolupar-hi la seva tasca de mestre d'escola.
Al cap d'uns anys, es va presentar a les oposicions per a Lleida, on s'hi passà una temporada. Més tard va exercir a Alfarràs, arribant a ser nomenat batlle. L'any 1960 fou quan se'n va anar a Andorra amb tota la seva família. Allí, va ser arribar i començar a posar-se dins grups de teatre i a organitzar un grupet de músics als quals ell mateix els ensenyava música. Visqué uns quaranta anys, a Ordino (Andorra), densos de contingut. La seva persona es va convertir en un personatge cabdal d'aquelles terres, un reconeixement que passats uns anys es va anar manifestant en una sèrie d'homenatges per la seva trajectòria i la tasca desenvolupada dins el món de l'ensenyança. Va rebre el premi "Servir" atorgat pel Rotary Club d'Andorra, entre d'altres distincions. A més, de tocar el piano per als presidents francesos que visitaven la localitat quasi de manera constant, de manera que hi ha fotografies en què apareix al costat de De Gaulle, François Mitterrand, Giscard D'Estaing i Jacques Chirac.
Finalment, l'Ajuntament de Ferreries el va convidar a fer el pregó de les Festes de Sant Bartomeu l'any 1994. Per qüestions de salut al cap d'uns anys, el maig del 2001, ell i la seva família van venir a viure a Ferreries.
Pel que fa al seu repertori musical, se sap que fou ben ampli i a la vegada poc conegut a Menorca. Algunes de les obres de les quals es té constància són: Noieta Andorrana, la sardana La Grandalla, Himne a la Verge Meritxell, la Missa Folklòrica, la Marxa Fúnebre de Divendres Sant o la Marxa regular del Corpus.